# アイリス・マウントバッテン

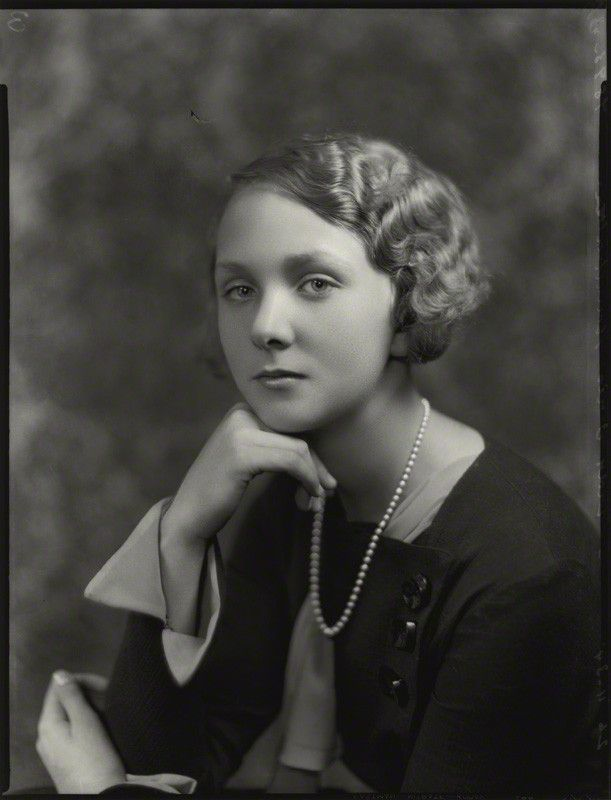
レディ・アイリス・マウントバッテン

アイリス・ヴィクトリア・ベアトリス・グレース・マウントバッテン（Lady Iris Victoria Beatrice Grace Mountbatten, 1920年1月13日 ケンジントン宮殿 - 1982年9月1日 トロント）は、20世紀のイギリス王室の広義の成員。貴族マウントバッテン家出身の侯爵令嬢だが、ショービズ界で身を立てるべく北米に渡った。

## 生涯

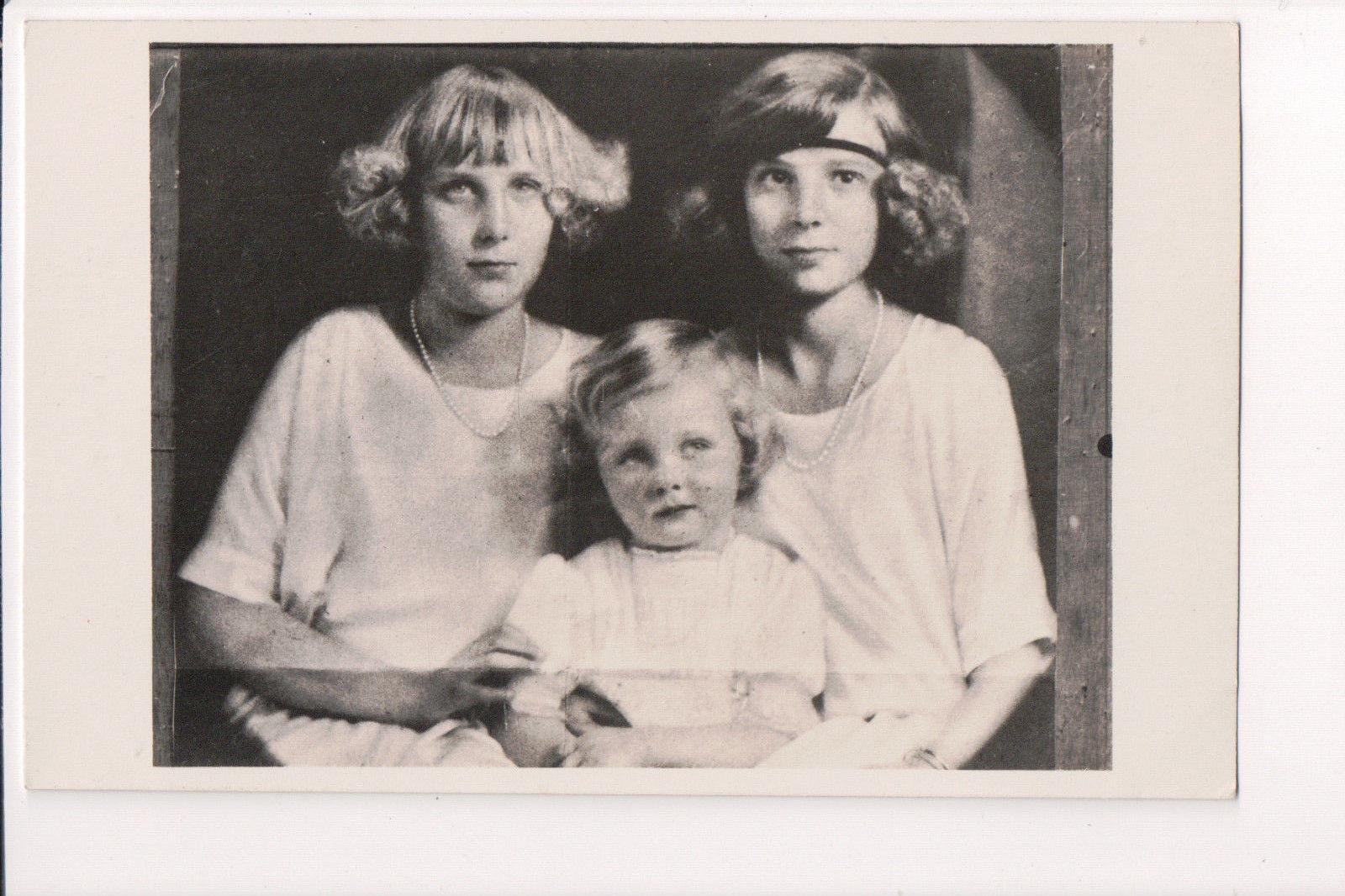
左からスペイン王女マリア･クリスティーナ、アイリス、マリア･クリスティーナの姉ベアトリス

キャリスブルック侯爵アレグザンダー・マウントバッテンと、その妻で第2代ロンズバラ伯爵の娘であるレディ・アイリーン・デニソンの間の唯一の子。ヴィクトリア英国女王の87人の曾孫の中で最後に誕生した。王室の縁戚として、1934年のケント公爵の婚礼では花嫁のギリシャ王女マリナのブライズメイドを務め、1937年の国王ジョージ6世戴冠式では王妃エリザベスの6人の裳裾持ち（train bearer）の1人に任じられた。
第二次世界大戦中は従軍看護婦として働き、大戦後はショービズ界で身を立てようと米国に渡り、ダンス教師となった。女優・モデル・テレビ司会者の仕事も行い、1951年には半年間だがCBSの子供向け番組『ヴァーサタイル・ヴァラエティーズ』で司会者を務め、エヴァ・マリー・セイントやエディ・アダムスらと共演した。ポンズ化粧品やチューイングガム（Warrens Mint Cocktail Gum）のCMにも出演した。
3度の結婚歴がある。初婚は国王ジョージ6世の認可を得て、1941年1月29日に行われた。相手は将校ハミルトン・オマリー陸軍大尉（のち少佐）である。異宗派間の婚姻だったため、夫の宗旨ローマ・カトリック教会での宗教婚はヘイワーズ・ヒースのセント・ポール教会にて、妻の宗旨イングランド国教会での宗教婚はバルコムのセント・メアリー教区教会にて、それぞれ挙行された。1946年9月24日オマリーと離婚、アイリスは1949年1月7日姓をマウントバッテンに復している。
北米移住後に芸能関係者と2度結婚した。まず1957年5月5日ニューヨーク州パウンド・リッジでジャズギタリストのマイク・ブライアンと結婚したが数か月で離婚。ただし、アイリスはこの最も短期間の結婚相手との間に一人息子のロビン・アレグザンダー・ブライアン（Robin Alexander Bryan）を儲けている。1965年12月11日、カナダ人俳優・アナウンサーのウィリアム・ケンプ（1921年 - 1991年）と3度目の結婚をし、この結婚は終生続いた。
1982年、脳腫瘍のためカナダオンタリオ州トロントのウェルズリー病院で死去。葬儀はトロント市内で行われ、遺骸は荼毘に付されたのち、ワイト島のセント・ミルドレッド教会にあるマウントバッテン家礼拝堂内に安置された。

## 引用・脚注
1. ↑  Foster, Jim (1981年5月23日). “Royal family 'blacksheep' not yet invited to royal wedding”. Montreal Gazette 2015年10月21日閲覧。
2. ↑  Whittingham, Ann (1937年5月12日). “Queen's 40 pound train carried by six beauties”. Chicago Tribune 2015年10月21日閲覧。
3. ↑  “Personalien: Lady Iris Mountbatten” (German). Der Spiegel. (1947年6月7日) 2015年10月19日閲覧。
4. ↑  “Lady Iris Mountbatten”.  IMDb. 2015年10月21日閲覧。
5. ↑  Fischer, Stuart (10 June 2014). Kids' TV: The First Twenty-Five Years. Open Road Media. ISBN 9781497633902
6. ↑  “The Power of Refined Beauty: Photographing Society Women for Pond's, 1920s-1950s”.  Duke University Library (2010年). 2015年10月21日閲覧。
7. ↑  “"I prefer the new mint cocktail gum" says Lady Iris Mountbatten” (Print Ad). Life Magazine. (1947年7月7日). p. 63 2015年10月21日閲覧。
8. 1 2  “Lady Iris Mountbatten; A Cousin of the Queen”. The New York Times. (1982年9月3日) 2015年10月21日閲覧。
9. ↑  “The Kings and Queens of Canada: The Crown in Canadian History”. The Kings and Queens of Canada: The Crown in Canadian History.   Government of Canada. 2017年7月29日時点のオリジナルよりアーカイブ。2017年4月16日閲覧。
10. ↑  “Lady Iris Mountbatten dies in Toronto hospital”. The Windsor Star. (1982年9月2日) 2023年1月17日閲覧。